# 押しがけ

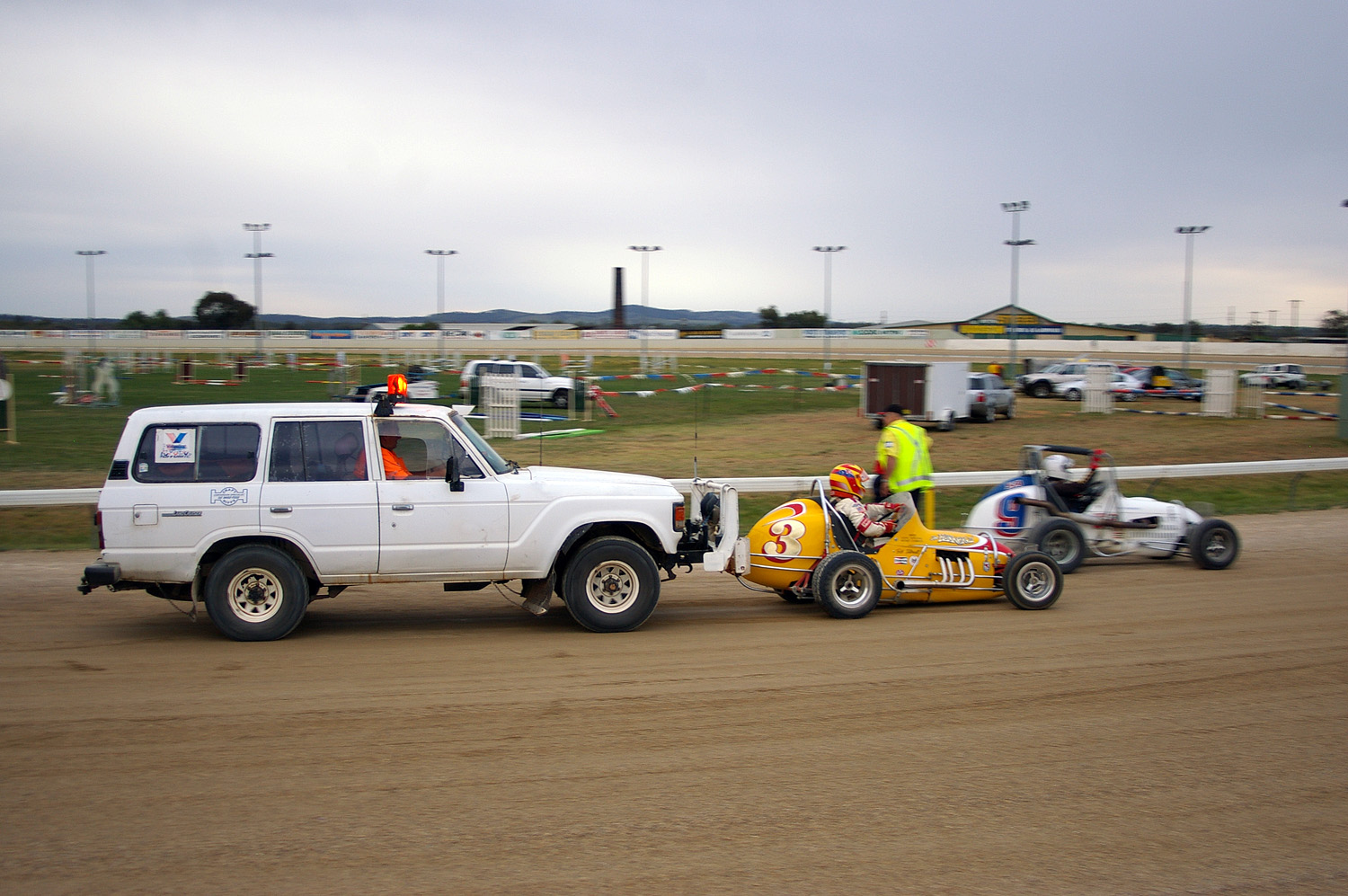
モータースポーツでの押しがけの一例。アメリカで行われているミジェットカーレースの参加車両、「The Honker II」をトヨタ・ランドクルーザーで押して始動する。

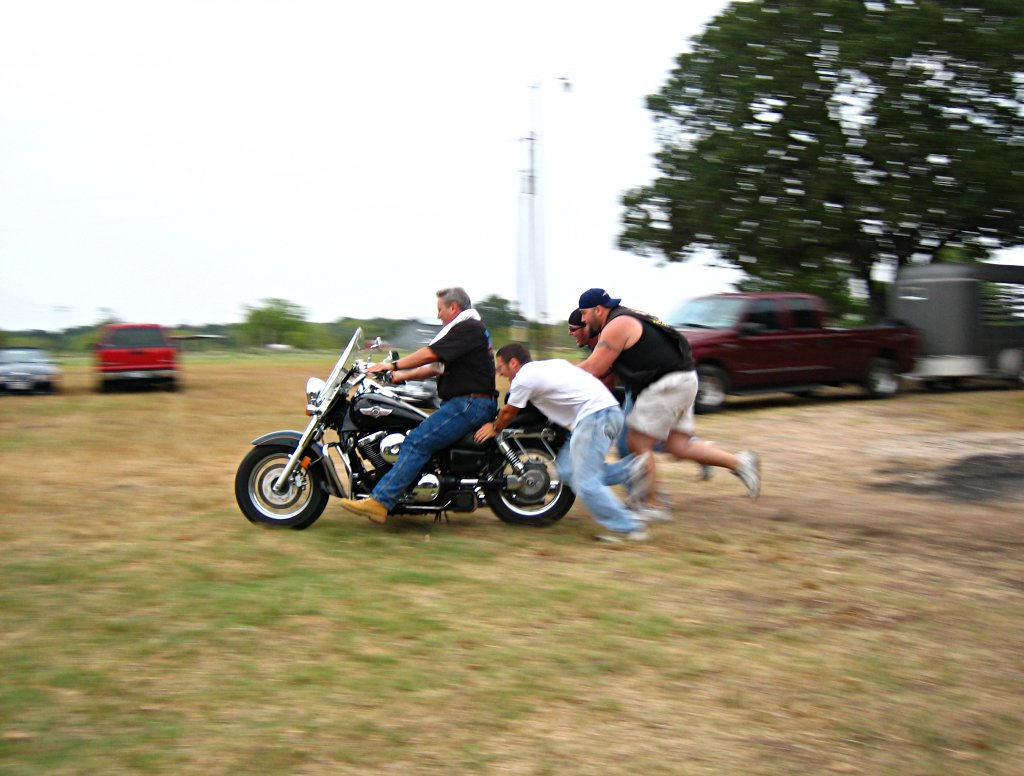
オートバイでの押しがけの一例。大型のクルーザー型バイクのため、複数人で押しがけを行っている。

押しがけ（おしがけ、push starting）は、自動車やオートバイなどに搭載されたエンジンを、車両を押して始動させる手段。
多くの場合は人力で車両を押す。
従来のキャブレター方式のエンジンはバッテリーが完全放電状態であってもこの方法でエンジンを始動できる可能性があるが、近年の燃料噴射装置を採用するエンジンではECUや燃料ポンプ、インジェクター、点火系が動作可能な最低限のバッテリー残量がない場合は押しがけや引きがけで始動できない場合もある。

## 概要
始動する対象の車両に外力を加えて走行させ、車輪からの入力でエンジンのクランクシャフトに回転を与えることで始動させる方法である。近年はほとんどの車両がスターターモーターないしはキックスターターなどの始動機構を持っており、競技用のオートバイやカートなどを除いて、エンジン始動時に押しがけが必要な車両は稀である。始動機構を搭載した車両でも、故障やバッテリー上がり（電圧低下）により車両単独での始動が困難な場合は押しがけが必要となる。
車両を走行させる方法としては人力のほか、下り坂を利用したり、ほかの車による牽引などがある。ほかの車両の牽引による始動を引きがけともいう。ただしほかの車の救援が得られる状況で、始動不能の原因がバッテリー上がりによるスターターモーター不動であるならばブースターケーブルを利用する方が安全で確実である。

## 方法
押しがけでは車両を押してある程度の速度を出す必要があるため、四輪車を人力で動かす場合は複数人で車両を押さなければ困難である。また、エンジン停止時にはブレーキ倍力装置やパワーステアリングなどの装備は使用できないため、エンジン稼動時の感覚で操作すると力が不足したり操作が遅れたりするので注意が必要である。よって押しがけは広大で平坦な、安全が確保された場所で行うのが望ましい。下り坂を利用する場合は前述の特性を充分に理解して臨むべきである。
以下にマニュアルトランスミッションの四輪車における押しがけの手順を記す。二輪車の場合もほぼ同様の手順で問題はない。
1. イグニッションキーをオンの位置にする。少しでも負荷を減らすため、電装品の電源は可能な限り切っておく。
2. ディーゼルエンジンの場合、バッテリーの残量でグロープラグやインテークヒーターなどを予熱しておく。
3. 高めのギア（通常は直結段＝トップギア）に入れ、クラッチを断絶する（クラッチペダルを奥まで踏み込む）。通常の発進に用いる低いギアでは、クラッチを繋いだ瞬間に車両が止まってしまい（運動エネルギーが失われ）、始動できない。
4. パーキングブレーキを解除する。（この時点で車への拘束力が無くなるため、下り坂ではタイヤが転がり始めるはずである。）
5. 人力で後方から車を押し、人間が小走りする程度の速度（約10 km/h）まで加速させる。
6. 速度が付いたらクラッチを一気に繋ぐ。このとき押す側の人間は大きな抗力を感じるが、可能な限り押し続ける。このためにも高めのギアを選択しておく。
7. エンジンが始動したら直ちにクラッチを切るとともにアクセルを踏み、エンストを起こさないようにする。
8. 車両を安全に停止させる。バッテリーが上がっていた場合は、しばらくアイドリングより高い回転数を維持し、バッテリーへの充電を行う。

以上の手順を数回繰り返しても始動しない、もしくはアイドリングが持続しない場合は始動機構以外の故障原因を疑うべきである。

## オートバイレースにおける押しがけ
かつて、オートバイのモータースポーツにおいてはエンジンを停止した状態から競技が始まり、スタートと同時にライダーが自らエンジンを始動する競技様態が存在した。世界グランプリロードレース選手権（WGP）においては、1986年シーズンまでが全クラス押しがけによるスタートであった。このような競技に参加するロードレーサーは軽量化のためにスターターモーターはおろか、キックペダルすらも装備されていなかったため、ライダーはスタートの号砲と同時にマシンを全力で押して飛び乗る光景が見られた。
オートレースの競走車は軽量化のためセルモーターが無く、他の選手に押しがけしてもらう。